# Cleridae
Cleridae là một họ bọ cánh cứng thuộc siêu họ Cleroidea. Chúng thường được gọi là bọ cánh cứng ca rô. Họ Cleridae phân bố trên toàn thế giới, và có môi trường sống và sở thích ăn khác nhau.
Hầu hết các chi là loài săn mồi và chúng ăn bọ cánh cứng khác và ấu trùng, tuy nhiên chi khác là loài ăn xác thối hoặc ăn phấn hoa. Cleridae có cơ thể dài, có lông có nhiều lông, thường có màu sáng đẹp, và có râu thay đổi đa dạng. Bọ cánh cứng ca rô khoảng chiều dài giữa 3 mm và 24 mm. Con cái đẻ từ 28-42 trứng tại một thời điểm chủ yếu dưới vỏ cây. Ấu trùng là săn mồi và ăn nhiều trước khi hóa nhộng và sau đó xuất hiện như con trưởng thành.
Những nỗ lực nghiên cứu liên quan đến Cleridae Chủ yếu tập trung về Sử dụng Một số loài như kiểm soát sinh học. Đây là một kỹ thuật rất hiệu quả để kiểm soát bọ cánh cứng vỏ cây do sự phàm ăn của nhiều loài Cleridae.

## Phân loại
Các chi của họ Cleridae được chia thành nhiều phân họ.

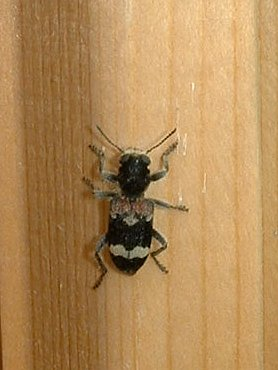
Clerus mutillarius (Clerinae)

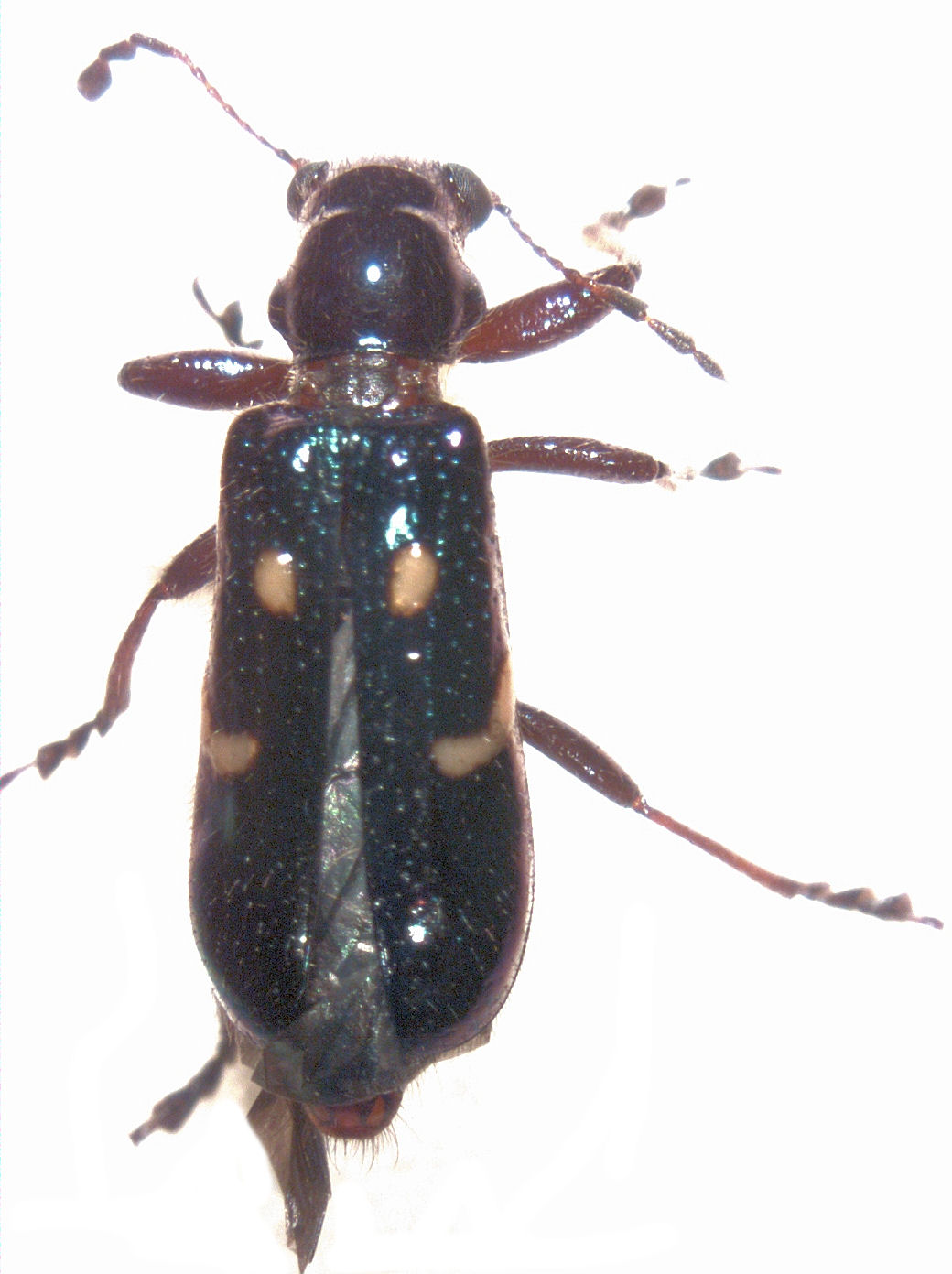
Phymatophaea guttigera (Enopliinae)

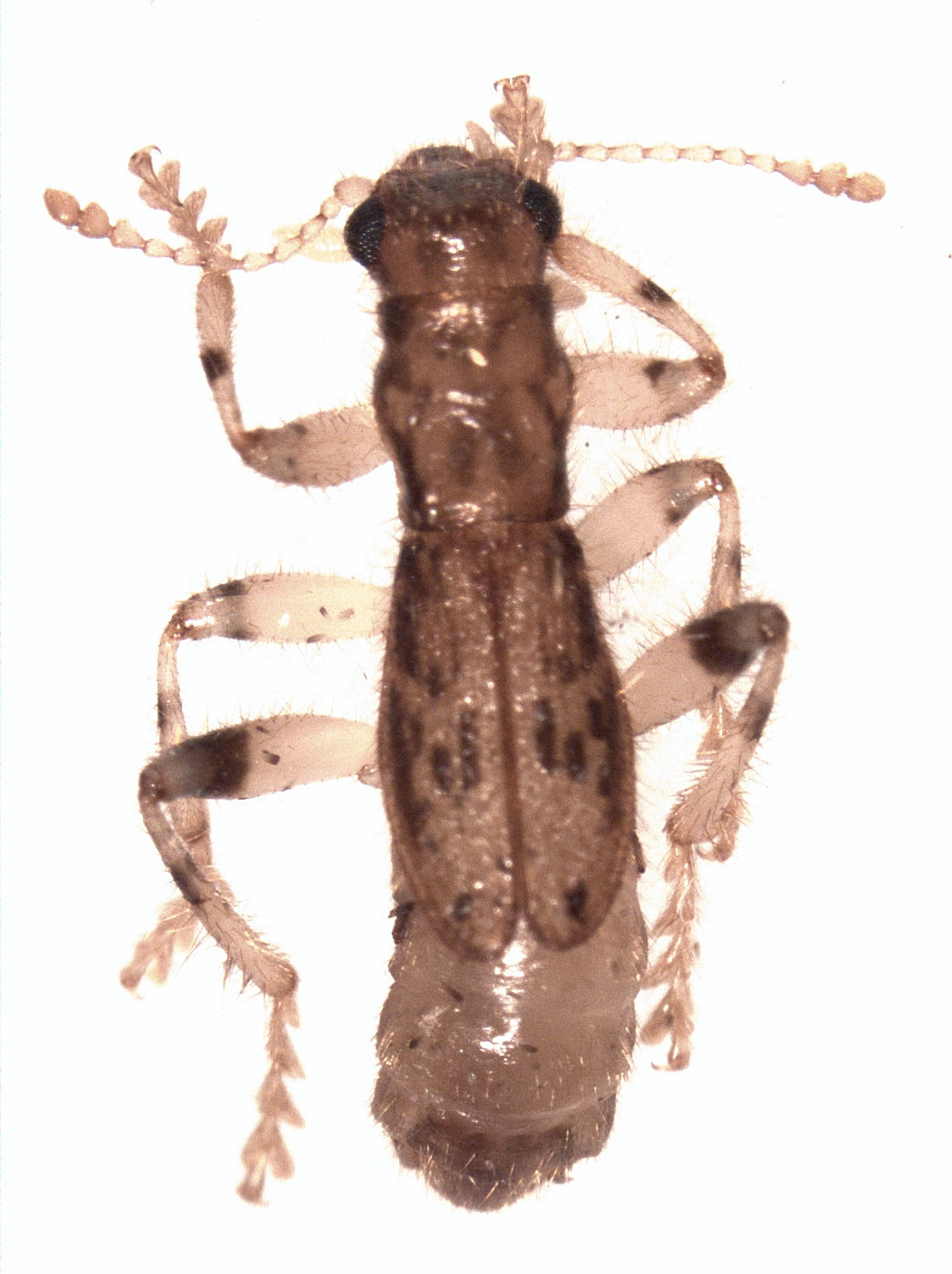
Lemidia aptera (Hydnocerinae)

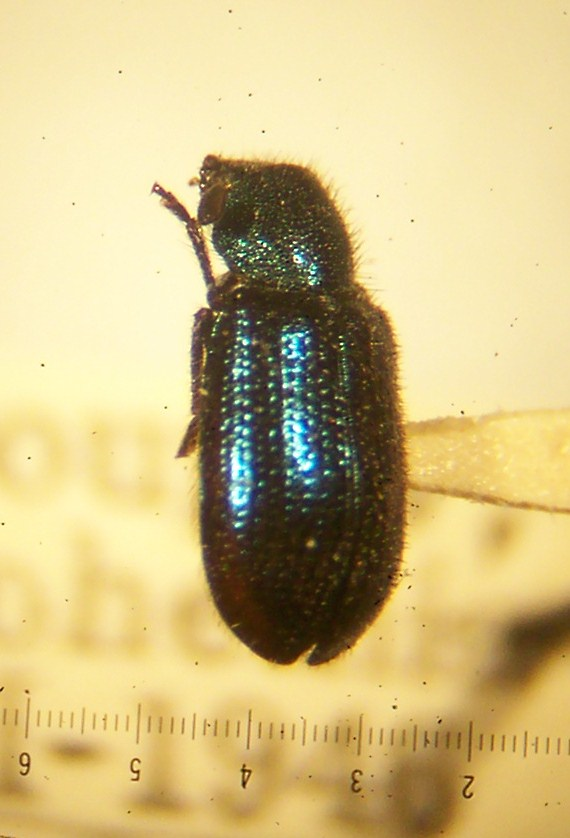
Necrobia violacea (Korynetinae)

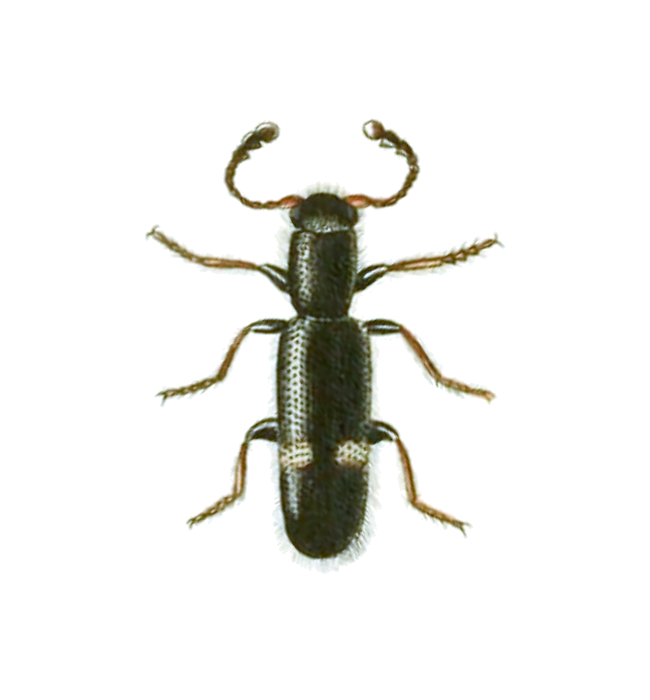
Tarsostenus univittatus (Tarsosteninae)

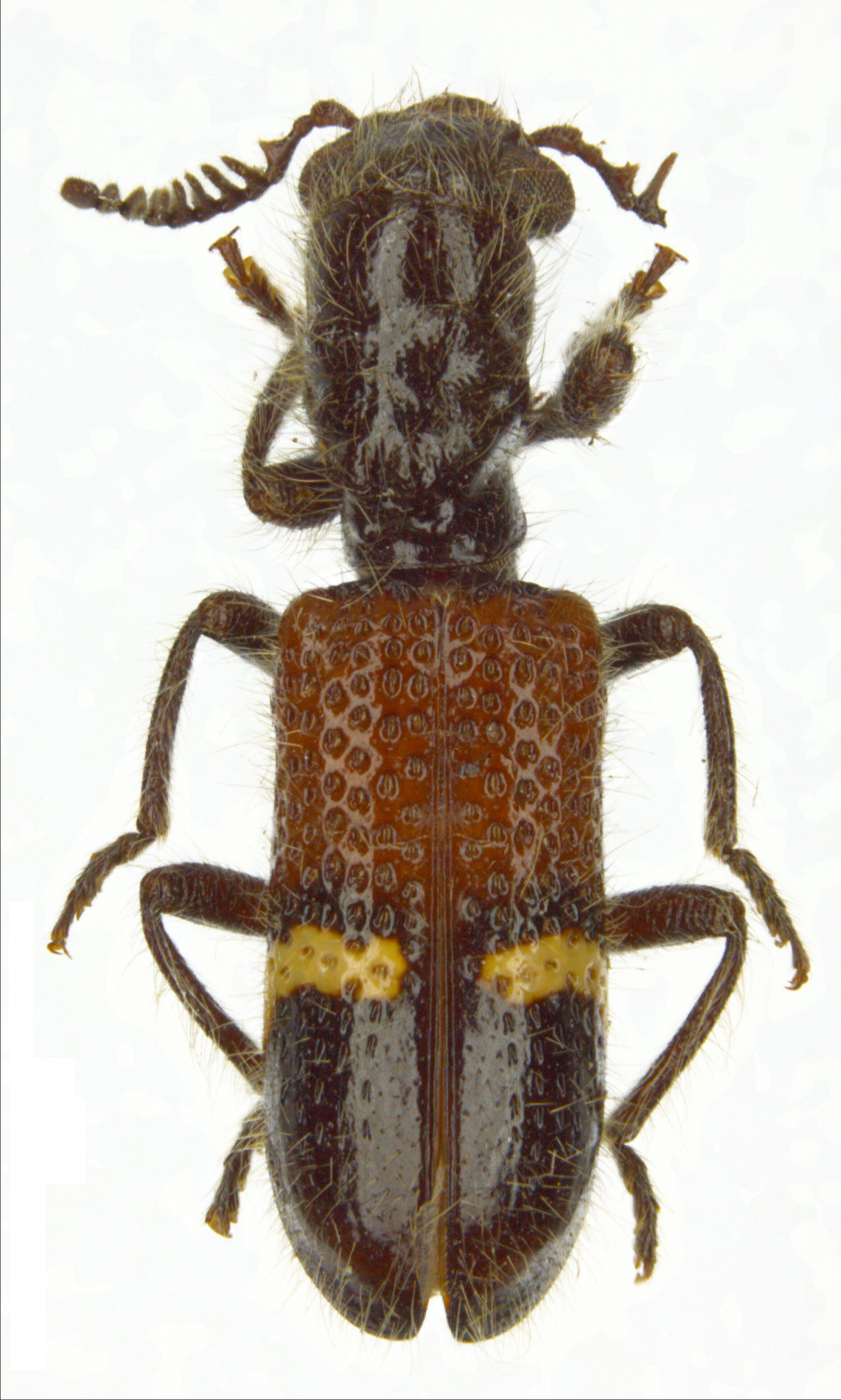
Diplocladus kuwerti (Tillinae)

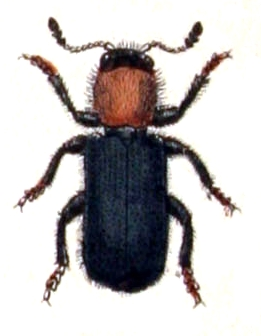
Dermestoides sanguinicollis (incertae sedis)

| Clerinae - Allonyx Jacquelin du Val, 1860 - Anthicoclerus Schenkling, 1906 - Aphelochroa Quedenfeldt, 1885 - Apopempsis Schenkling, 1903 - Apteroclerus Wollaston, 1867 - Aptinoclerus Kuwert, 1893 - Aradamicula Sedlacek & Winkler, 1975 - †Arawakis (fossil) - Astigmus Kuwert, 1894 - Aulicus Spinola, 1841 - Axina Kirby, 1818 - Balcus - Barriella Opitz, 2003 - Barrotillus Rifkind, 1996 - Blaxima Gorham, 1882 - Bousquetoclerus Menier, 1997 - Burgeoneus Pic, 1950 - Caestron Dupont in Spinola, 1844 - Calendyma Lacordaire, 1857 - Canariclerus Winkler, 1982 - Cardiostichus Quedenfeldt, 1885 - Caridopus Schenkling in Sjöstedt, 1908 - Cleromorpha Gorham, 1876 - Cleropiestus Fairmaire, 1889 - Clerus Fabricius, 1775 - Clytomadius Corporaal, 1949 - Colyphus Spinola, 1841 - Coptoclerus Chapin, 1924 - Cormodes Pascoe, 1860 - Corynommadius Schenkling, 1899 - Ctenaxina Schenkling, 1906 - Ctenoclerus Solervicens, 1997 - Dasyceroclerus Kuwert, 1894 - Dasyteneclines Pic, 1941 - Dieropsis Gahan, 1908 - Dologenitus Opitz, 2009 - Dozocolletus Chevrolat, 1842 - Eburiphora Spinola, 1841 - Eburneoclerus Pic, 1950 - Ekisius Winkler, 1987 - Eleale Newman, 1840 - Enoclerus Gahan, 1910 - Epiclines Chevrolat in Guérin-Ménéville, 1839 - Eunatalis Schenkling, 1909 - Eunatalis porcata - Erymanthus Spinola, 1841 - Eurymetomorphon Pic, 1950 - Falsomadius Gerstmeier, 2002 - Falsoorthrius Pic, 1940 - Graptoclerus Gorham, 1901 - Gyponyx Gorham, 1883 - Hemitrachys Gorham, 1876 - Homalopilo Schenkling, 1915 - Inhumeroclerus Pic, 1955 - Jenjouristia Fursov, 1936 - Languropilus Pic, 1940 - Lissaulicus C.O.Waterhouse, 1879 - Memorthrius Pic, 1940 - Metademius Schenkling, 1899 - Microclerus Wollaston, 1867 - Micropteroclerus Chapin, 1920 - Microstigmatium Kraatz, 1899 - Mimolesterus Gerstmeier, 1991 - Mitrandiria Kolibac, 1997 - Myrmecomaea Fairmaire, 1886 - Natalis Laporte de Castelnau, 1836 - Neogyponyx Schenkling, 1906 - Neoscrobiger Blackburn, 1900 - Ohanlonella Rifkind, 2008 - Olesterus Spinola, 1841 - Omadius Laporte de Castelnau, 1836 - Oodontophlogistus Elston, 1923 - Operculiphorus Kuwert, 1894 - Opilo Latreille, 1802 - Orthrius Gorham, 1876 - Oxystigmatium Kraatz, 1899 - Phlogistomorpha Hintz, 1908 - Phlogistus Gorham, 1876 - Phloiocopus Spinola, 1841 - Phonius Chevrolat, 1843 - Pieleus Pic, 1940 - Placocerus Klug, 1837 - Placopterus Wolcott, 1910 - Plathanocera Schenkling, 1902 - Platyclerus Spinola, 1841 - Priocera Kirby, 1818 - Priocleromorphus Pic, 1950 - Prioclerus Hintz, 1902 - Pseudolesterus Miyatake, 1968 - Pseudomadius Chapin, 1924 - Pujoliclerus Pic, 1947 - Sallea Chevrolat, 1874 - Scrobiger Spinola, 1841 - Sedlacekius Winkler, 1972 - Sikorius Kuwert, 1893 - Stigmatium Gray in Griffith, 1832 - Systenoderes Spinola, 1841 - Tanocleria Hong, 2002 - Thalerocnemis Lohde, 1900 - Thanasimodes Murray, 1867 - Thanasimus Latreille, 1806 - Thanasimus formicarius – Ant Beetle - Tillicera Spinola, 1841 - Trichodes Herbst, 1792 - Trichodes alvearius - Trichodes apiarius - Trichodes leucopsideus - Trogodendron Spinola, 1841 - Trogodendron fasciculatum – Yellow-horned Clerid - Wilsonoclerus - Winklerius Menier, 1986 - Wittmeridecus Winkler, 1981 - Xenorthrius Gorham, 1892 - Zahradnikius Winkler, 1992 - Zenithicola Spinola, 1841 | Enopliinae (sometimes in Korynetinae) - Antygodera - Apolopha Spinola, 1841 - Corinthiscus Fairmaire & Germain, 1861 - Cregya LeConte, 1861 - Curacavi - Enoplium Latreille, 1802 - Exochonotus - Hublella - Lasiodera Gray in Griffith, 1832 - Neopylus Solervicens, 1989 - Paracregya - Pelonium - Phymatophaea Pascoe, 1876 - Platynoptera Chevrolat, 1834 - Pseudichnea Schenkling, 1900 - Pylus Newman, 1840 - Pyticara Spinola, 1841 (bao gồm Pelonides) - Thriocerodes Wolcott & Dybas, 1947 Epiphloeinae (sometimes in Korynetinae) - Acanthocollum - Amboakis - Decaphloeus - Decorosa - Diapromeces Opitz, 1997 - Ellipotoma Spinola, 1844 - Epiphloeus Spinola, 1841 - Hapsidopteris Opitz, 1997 - Ichnea Laporte de Castelnau, 1836 - Iontoclerus Opitz, 1997 - Katamyurus Opitz, 1997 - Madoniella Pic, 1935 - Megaphloeus - Megatrachys Opitz, 1997 - Neichnea - Opitzius Barr, 2006 - Parvochaetus Opitz, 2006 - Pennasolis - Pericales - Phlogistosternus - Pilosirus Opitz, 1997 - Plocamocera Spinola, 1844 - Pteroferus - Pyticeroides Kuwert, 1894 - Silveirasia - Stegnoclava - Turbophloeus Hydnocerinae (bao gồm Phyllobaeninae) - Abrosius Fairmaire, 1902 - Achlamys C.O.Waterhouse, 1879 - Allelidea G.R.Waterhouse, 1839 - Blaesiophthalmus Schenkling, 1903 - Brachycallimerus Chapin, 1924 - Brachyptevenus - Callimerus Gorham, 1876 - Cephaloclerus Kuwert, 1893 - Cucujocallimerus Pic, 1929 - Emmepus Motschulsky, 1845 - Eurymetopum Blanchard, 1842 - Hydnocera - Isohydnocera Chapin, 1917 - Isolemidia Gorham, 1877 - Laiomorphus Pic, 1927 - Lasiocallimerus Corporaal, 1939 - Lemidia Spinola, 1841 - Neohydnus Gorham, 1892 - Parmius Sharp, 1877 - Paupris Sharp, 1877 - Phyllobaenus - Silviella Solervicens, 1987 - Solemidia - Stenocallimerus Corporaal & Pic, 1940 - Theano Laporte de Castelnau, 1836 - Wolcottia Chapin, 1917 Korynetinae - Chariessa Perty in Spix & Martius, 1830 - Korynetes Herbst, 1792 - Korynetes caeruleus – Steely Blue Beetle - Lebasiella Spinola, 1844 - Loedelia R.Lucas, 1918 - Necrobia Olivier, 1795 - Necrobia ruficollis – Red-shouldered Ham Beetle - Necrobia rufipes – Red-legged Ham Beetle - Neorthopeura Barr, 1976 - Opetiopalpus Spinola, 1844 - Paratillus Gorham, 1876 - Romanaeclerus Winkler, 1960 - Tenerus Laporte de Castelnau, 1836 Tarsosteninae (sometimes in Korynetinae) - Paratillus Gorham, 1876 - Tarsostenodes Blackburn, 1900 - Tarsostenus Spinola, 1844 Thaneroclerinae (tentatively placed here) - Abana - Compactoclerus - Isoclerus - Neoclerus - Thaneroclerus Lefebvre, 1838 - Viticlerus - Zenodosus | Tillinae - Antenius Fairmaire, 1903 - Arachnoclerus Fairmaire, 1902 - Araeodontia Barr, 1952 - Archalius Fairmaire, 1903 - Aroterus Schenkling, 1906 - Basilewskyus Pic, 1950 - Biflabellotillus Pic, 1949 - Bilbotillus Kolibac, 1997 - Bogcia Barr, 1978 - Bostrichoclerus Van Dyke, 1938 - Callotillus - Ceratocopus Hintz, 1902 - Chilioclerus Solervicens, 1976 - Cladiscopallenis Pic, 1949 - Cladiscus Chevrolat, 1843 - Cladomorpha Pic, 1949 - Cteniopachys Fairmaire, 1889 - Cylidroctenus Kraatz, 1899 - Cylidrus Latreille, 1825 - Cymatodera Gray in Griffith, 1832 - Cymatoderella Barr, 1962 - Dedana Fairmaire, 1888 - Denops Fischer von Waldheim, 1829 - Diplocladus Fairmaire, 1885 - Diplopherusa Heller, 1921 - Eburneocladiscus Pic, 1955 - Egenocladiscus Corporaal & van der Wiel, 1949 - Elasmocylidrus Corporaal, 1939 - Enoploclerus Hintz, 1902 - Eucymatodera Schenkling, 1899 - Falsopallenis Pic, 1926 - Falsotillus Gerstmeier & Kuff, 1992 - Flabellotilloidea Gerstmeier & Kuff, 1992 - Gastrocentrum Gorham, 1876 - Gracilotillus Pic, 1933 - Impressopallenis Pic, 1953 - Isocymatodera Hintz, 1902 - Lecontella Wolcott & Chapin, 1918 - Leptoclerus Kraatz, 1899 - Liostylus Fairmaire, 1886 - Macroliostylus Pic, 1939 - Magnotillus Pic, 1936 - Melanoclerus Chapin, 1919 - Microtillus Pic, 1950 - Monophylla Spinola, 1841 - Nodepus Gorham, 1892 - Notocymatodera Schenkling, 1907 - Onychotillus Chapin, 1945 - Orthocladiscus Corporaal & van der Wiel, 1949 - Pallenis Laporte de Castelnau, 1836 - Paracladiscus Miyatake, 1965 - Paradoxocerus Kraatz, 1899 - Paraspinoza Corporaal, 1942 - Philocalus Klug, 1842 - Picoclerus Corporaal, 1936 - †Prospinoza (fossil) - Pseudachlamys Duvivier, 1892 - Pseudogyponix Pic, 1939 - Pseudopallenis Kuwert, 1893 - Pseudoteloclerus Pic, 1932 - Rhopaloclerus Fairmaire, 1886 - Smudlotillus Kolibac, 1997 - Spinoza Lewis, 1892 - Stenocylidrus Spinola, 1844 - Strotocera Schenkling, 1902 - Synellapotillus Pic, 1939 - Synellapus Fairmaire, 1903 - Teloclerus Schenkling, 1903 - Tilloclerus White, 1849 - Tillodadiscus Pic, 1953 - Tillodenops Hintz, 1905 - Tilloidea Laporte de Castelnau, 1832 - Tillus Olivier, 1790 - Tylotosoma Hintz, 1902 Incertae sedis - Aphelocerus Kirsch, 1871 (Clerinae? Tillinae?) - Apteropilo Lea, 1908 (Clerinae? Enopliinae?) - Cleropiestus Fairmaire, 1889 (Clerinae? Hydnocerinae?) - Dermestoides Schaeffer, 1771 (Korynetinae s.l.?) - Evenoclerus Corporaal, 1950 (Clerinae? Hydnocerinae?) - Muisca Spinola, 1844 (Clerinae? Enopliinae?) - Neorthopleura Barr, 1976 (Korynetinae s.l.?) - Parapelonides Barr, 1980 (Korynetinae s.l.?) - Perilypus Spinola, 1841 (Clerinae? Tillinae?) - Syriopelta Winkler, 1984 (Korynetinae s.l.?) |